# Peter King (maquilleur)
Pour les articles homonymes, voir King et Peter King.
Peter King (aussi Peter Swords King), né le 11 janvier 1955 en Angleterre, est un maquilleur britannique oscarisé.

## Filmographie
- 1982 : Meurtre dans un jardin anglais
- 1989 : War Requiem
- 1991 : American Friends
- 1991 : Performance
- 1994 : Princesse Caraboo
- 1995 : Les Péchés mortels
- 1996 : Portrait de femme
- 1997 : La Leçon de tango
- 1997 : Le Mystère des fées : Une histoire vraie
- 1998 : Chapeau melon et bottes de cuir
- 1998 : Little Voice
- 1998 : Talk of Angels
- 1998 : Velvet Goldmine
- 1999 : Mademoiselle Julie
- 1999 : Un mari idéal
- 2000 : Quills, la plume et le sang
- 2001 : Le Seigneur des anneaux : La Communauté de l'anneau
- 2002 : L'Importance d'être Constant
- 2002 : Le Seigneur des anneaux : Les Deux Tours
- 2003 : Bright Young Things
- 2003 : Le Seigneur des anneaux : Le Retour du roi
- 2004 : Beyond the Sea
- 2004 : Thunderbirds : Les Sentinelles de l'air
- 2005 : King Kong
- 2005 : Nanny McPhee
- 2007 : I'm Not There
- 2007 : L'Homme sans âge
- 2007 : À la croisée des mondes : La Boussole d'or
- 2008 : Un Anglais à New York
- 2009 : Lovely Bones
- 2009 : Nine
- 2010 : Love, et autres drogues
- 2010 : Nanny McPhee et le Big Bang
- 2011 : Dr Grordbort Presents: The Deadliest Game
- 2011 : Pirates des Caraïbes : La Fontaine de jouvence
- 2012 : Le Hobbit : Un voyage inattendu
- 2013 : Le Hobbit : La Désolation de Smaug
- 2014 : Into the Woods: Promenons-nous dans les bois
- 2014 : Le Hobbit : La Bataille des Cinq Armées
- 2015 : /ISurvivor
- 2016 : Alice de l'autre côté du miroir
- 2017 : Pirates des Caraïbes : La Vengeance de Salazar
- 2017 : Star Wars, épisode VIII

## Distinctions
- 2004 : Oscar des meilleurs maquillages et coiffures pour Le Seigneur des anneaux : Le Retour du roi (The Lord of the Rings: The Return of the King, 2003), avec Richard Taylor